# Dado Coletti
Dado Coletti, född Riccardo Broccoletti 27 augusti 1974 i Rom, är en italiensk skådespelare och tv-radioprogramledare. 